# Joan Jett
Joan Jett (eredeti nevén Joan Marie Larkin, (Wynnewood, Pennsylvania, 1958. szeptember 22. –) rockénekes, gitáros, dalszerző, lemezproducer és színésznő. Leginkább a Joan Jett and the Blackhearts zenekar frontembereként végzett munkáiról ismert, valamint a The Runaways nevű, már feloszlott lánybanda egyik tagjaként. Legismertebb dala a brit Arrows együttes I Love Rock ’N’ Roll című, 1975-ös számának 1982-es, általa készített feldolgozása.

## Életútja
Apja biztosítási ügynök volt, anyja pedig titkárnő. 14 évesen kapta meg első gitárját. Már akkor érdeklődni kezdett a rockzene iránt. Gitárleckéket is vett, de hamar kilépett, mert a tanára folyton csak countryszámokat tanított. Jett később megalapította első együttesét, The Runaways néven. A zenekar 1975-től 1979 tavaszáig működött, ezután az énekesnő 1979-től szólóban tevékenykedett. Ugyanebben az évben viszont megalapította saját együttesét, Joan Jett and the Blackhearts néven. Jett színésznőként és lemezkiadó producerként is tevékenykedik. Nagy állatvédő, támogatja a PETA és a Farm Sanctuary szervezeteket.

## Fordítás
- Ez a szócikk részben vagy egészben  a   Joan Jett című angol Wikipédia-szócikk fordításán alapul.  Az eredeti cikk szerkesztőit annak laptörténete sorolja fel. Ez a jelzés csupán a megfogalmazás eredetét és a szerzői jogokat jelzi, nem szolgál a cikkben szereplő információk forrásmegjelöléseként.

## További információ
- Hivatalos oldal
- Joan Jett a Facebookon
- Joan Jett a PORT.hu-n (magyarul)
- Joan Jett az Internetes Szinkronadatbázisban (magyarul)
- Joan Jett az Internet Movie Database-ben (angolul)
- Joan Jett a Rotten Tomatoeson (angolul)